# Mendoncia sericea
Mendoncia sericea är en akantusväxtart som beskrevs av Emery Clarence Leonard. Mendoncia sericea ingår i släktet Mendoncia och familjen akantusväxter. Inga underarter finns listade i Catalogue of Life.